# Eupithecia vepallida
Eupithecia vepallida là một loài bướm đêm trong họ Geometridae.